# Административно-территориальное деление Мурманской области

## Административно-территориальное устройство
Согласно Уставу и Закону Мурманской области «Об административно-территориальном устройстве Мурманской области» от 06 января 1998 года N 96-01-ЗМО, Мурманская область состоит из следующих административно-территориальных единиц:
- 6 районов

1. Кандалакшский
2. Ковдорский
3. Кольский
4. Ловозерский
5. Печенгский
6. Терский

- 6 городов

1. город Мурманск;
2. город Апатиты с подведомственной территорией;
3. город Кировск с подведомственной территорией;
4. город Мончегорск с подведомственной территорией;
5. город Оленегорск с подведомственной территорией;
6. город Полярные Зори с подведомственной территорией;

- 5 закрытых административно-территориальных образований

1. ЗАТО посёлок Видяево
2. ЗАТО город Заозёрск
3. ЗАТО город Островной
4. ЗАТО город Североморск
5. ЗАТО Александровск.

В области 16 городов, 12 посёлков городского типа и 109 сельских населённых пунктов (из них 11 — без населения).

### Административно-территориальные единицы
| №                                                    | Герб | Название                                     | Административный центр | Площадь, км² | Население, чел. (2023) |
| ---------------------------------------------------- | ---- | -------------------------------------------- | ---------------------- | ------------ | ---------------------- |
| Города областного значения                           |      |                                              |                        |              |                        |
| 1                                                    |      | Апатиты с подведомственной территорией       | город Апатиты          | 2 500        | ↘48 763                |
| 2                                                    |      | Кировск с подведомственной территорией       | город Кировск          | 3 600        | ↘26 253                |
| 3                                                    |      | Мончегорск с подведомственной территорией    | город Мончегорск       | 3 400        | ↘41 729                |
| 4                                                    |      | город-герой Мурманск                         | город Мурманск         | 154          | ↘267 422               |
| 5                                                    |      | Оленегорск с подведомственной территорией    | город Оленегорск       | 1 900        | ↘27 974                |
| 6                                                    |      | Полярные Зори с подведомственной территорией | город Полярные Зори    | 1 000        | ↘15 726                |
| Закрытые административно-территориальные образования |      |                                              |                        |              |                        |
| I                                                    |      | Александровск                                | город Полярный         | 521          | ↘32 232                |
| II                                                   |      | посёлок Видяево                              | посёлок Видяево        | 78           | ↗4346                  |
| III                                                  |      | город Заозёрск                               | город Заозёрск         | 516          | ↘7760                  |
| IV                                                   |      | город Островной                              | город Островной        | 463          | ↘1432                  |
| V                                                    |      | город Североморск                            | город Североморск      | 480          | ↗50 949                |
| Районы                                               |      |                                              |                        |              |                        |
| 1                                                    |      | Кандалакшский район                          | город Кандалакша       | 14 410       | ↘39 935                |
| 2                                                    |      | Ковдорский район                             | город Ковдор           | 4 066        | ↘16 762                |
| 3                                                    |      | Кольский район                               | город Кола             | 28 320       | ↘33 510                |
| 4                                                    |      | Ловозерский район                            | село Ловозеро          | 52 978       | ↘8695                  |
| 5                                                    |      | Печенгский район                             | пгт Никель             | 8 700        | ↘30 591                |
| 6                                                    |      | Терский район                                | пгт Умба               | 19 300       | ↘4619                  |

## Муниципальное устройство
В рамках муниципального устройства, в границах административно-территориальных единиц области, было образовано 40 муниципальных образований (по состоянию на 1 января 2019 года):
- 12 городских округов;
- 5 муниципальных районов, в том числе:
  - 13 городских поселений
  - 10 сельских поселений.

С мая 2020 года Печенгский муниципальный район преобразован в Печенгский муниципальный округ, закон о преобразовании подписан 24 апреля 2020 года.
Муниципальное устройство с мая 2020 года приобрело следующий вид:
- 12 городских округов;
- 1 муниципальный округ;
- 4 муниципальных района, в том числе:
  - 10 городских поселений;
  - 19 сельских поселений.

21 октября 2020 года состоялось обсуждение законопроекта по переименованию и преобразованию с 1 января 2021 года ряда муниципальных образований. Соответствующие законы были подписаны 4 декабря 2020 года.
С 1 января 2021 года:
- городу Мурманску присвоено наименование городской округ город-герой Мурманск;
- районы получили наименования вида муниципальный район Мурманской области;
- закрытые административно-территориальные образования получили наименования вида городской округ закрытое административно-территориальное образование Мурманской области;
- городские округа, образованные городами с подведомственной территорией, преобразованы в муниципальные округа и получили наименования вида муниципальный округ город ... с подведомственной территорией Мурманской области;
- городской округ Ковдорский район преобразован в муниципальный округ и переименован в Ковдорский муниципальный округ.

Актуальное муниципальное устройство:
- 6 городских округов;
- 7 муниципальных округов;
- 4 муниципальных района, в том числе:
  - 10 городских поселений;
  - 9 сельских поселений.

### Муниципальные районы, муниципальные и городские округа
| №                    | Флаг | Герб | Название                                           | Административный центр | Площадь, км² | Население, чел. (2023) |
| -------------------- | ---- | ---- | -------------------------------------------------- | ---------------------- | ------------ | ---------------------- |
| Муниципальные районы |      |      |                                                    |                        |              |                        |
| 1                    |      |      | Кандалакшский муниципальный район                  | город Кандалакша       | 14 410       | ↘39 935                |
| 2                    |      |      | Кольский муниципальный район                       | город Кола             | 28 320       | ↘33 510                |
| 3                    |      |      | Ловозерский муниципальный район                    | село Ловозеро          | 52 978       | ↘8695                  |
| 4                    |      |      | Терский муниципальный район                        | пгт Умба               | 19 300       | ↘4619                  |
| Муниципальные округа |      |      |                                                    |                        |              |                        |
| I                    |      |      | город Апатиты с подведомственной территорией       | город Апатиты          | 2500         | ↘48 763                |
| II                   |      |      | город Кировск с подведомственной территорией       | город Кировск          | 3600         | ↘26 253                |
| III                  |      |      | Ковдорский муниципальный округ                     | город Ковдор           | 4066         | ↘16 762                |
| IV                   |      |      | город Мончегорск с подведомственной территорией    | город Мончегорск       | 3400         | ↘41 729                |
| V                    |      |      | город Оленегорск с подведомственной территорией    | город Оленегорск       | 1900         | ↘27 974                |
| VI                   |      |      | Печенгский муниципальный округ                     | пгт Никель             | 8700         | ↘30 591                |
| VII                  |      |      | город Полярные Зори с подведомственной территорией | город Полярные Зори    | 1000         | ↘15 726                |
| Городские округа     |      |      |                                                    |                        |              |                        |
| I                    |      |      | ЗАТО Александровск                                 | город Полярный         | 521          | ↘32 232                |
| II                   |      |      | ЗАТО посёлок Видяево                               | посёлок Видяево        | 78           | ↗4346                  |
| III                  |      |      | ЗАТО город Заозёрск                                | город Заозёрск         | 516          | ↘7760                  |
| IV                   |      |      | город-герой Мурманск                               | город Мурманск         | 154          | ↘267 422               |
| V                    |      |      | ЗАТО город Островной                               | город Островной        | 463          | ↘1432                  |
| VI                   |      |      | ЗАТО город Североморск                             | город Североморск      | 480          | ↗50 949                |

Населённые пункты в составе городских округов
| Городские округа       | Карта | Состав |
| ---------------------- | ----- | --- |
| город-герой Мурманск   |       | г. Мурманск, в том числе: Ленинский округ, Октябрьский округ, Первомайский округ |
| ЗАТО Александровск     |       | Административный округ Гаджиево, в том числе: г. Гаджиево, н. п. Кувшинская Салма Административный округ Полярный, в том числе: г. Полярный Административный округ Снежногорск, в том числе: г. Снежногорск, н. п. Оленья Губа, н. п. Сайда Губа |
| ЗАТО посёлок Видяево   |       | пос. Видяево, н. п. Чан-Ручей |
| ЗАТО город Заозёрск    |       | г. Заозёрск |
| ЗАТО город Островной   |       | г. Островной, н. п. Корабельное, с. Лумбовка, н. п. Маяк Городецкий, н. п. Мыс Чёрный, н. п. Святой Нос, н. п. Терско-Орловский Маяк |
| ЗАТО город Североморск |       | г. Североморск, пгт Сафоново, н. п. Североморск-3, н. п. Щукозеро |

Населённые пункты в составе муниципальных округов
| Муниципальные округа                               | Карта | Состав |
| -------------------------------------------------- | ----- | --- |
| город Апатиты с подведомственной территорией       |       | г. Апатиты, н. п. Тик-Губа, ж.-д. ст. Хибины |
| город Кировск с подведомственной территорией       |       | г. Кировск, н. п. Коашва, н. п. Титан |
| Ковдорский муниципальный округ                     |       | г. Ковдор Ёнский сельский территориальный округ, в том числе н. п. Ёнский, с. Ёна, н. п. Куропта, н. п. Лейпи, н.п. Риколатва |
| город Мончегорск с подведомственной территорией    |       | г. Мончегорск, н. п. Лапландский заповедник, н. п. 25 км Железной Дороги Мончегорск-Оленья, н. п. 27 км Железной Дороги Мончегорск-Оленья |
| город Оленегорск с подведомственной территорией    |       | г. Оленегорск, н. п. Высокий, c. Имандра, ж.-д. ст. Лапландия, ж.-д. ст. Ягельный Бор |
| Печенгский муниципальный округ                     |       | пгт Никель, г. Заполярный, пгт Печенга, н. п. Борисоглебский, н. п. Вайда-Губа, н. п. Корзуново, н. п. Лиинахамари, н. п. Луостари, ж.-д. ст. Луостари, ж.-д. ст. Печенга, н. п. Приречный, н. п. Путевая Усадьба 9 км железной дороги Луостари-Никель, н. п. Раякоски, н. п. Сальмиярви, н. п. Спутник, ж.-д. ст. Титовка, н. п. Цыпнаволок |
| город Полярные Зори с подведомственной территорией |       | г. Полярные Зори, н. п. Африканда, н. п. Зашеек |

### Сельские и городские поселения

#### Кандалакшский район

Кандалакшский район

| Поселения                         | Состав |
| --------------------------------- | --- |
| Городское поселение Кандалакша    | г. Кандалакша, н. п. Белое Море, с. Колвица, с. Лувеньга, н. п. Нивский, ж.-д. ст. Пинозеро, ж.-д. ст. Проливы, ж.-д. ст. Ручьи, с. Федосеевка |
| Городское поселение Зеленоборский | пгт Зеленоборский, ж.-д. ст. Жемчужная, с. Княжая Губа, ж.-д. ст. Ковда, с. Ковда, н. п. Лесозаводский, н. п. Пояконда                         |
| Сельское поселение Алакуртти      | с. Алакуртти, н. п. Кайралы, н. п. Куолоярви, н. п. Приозерный                                                                                 |
| Сельское поселение Зареченск      | н. п. Зареченск, с. Ковдозеро, ж.-д. ст. Нямозеро                                                                                              |

#### Кольский район

Кольский район

| Поселения                           | Состав |
| ----------------------------------- | --- |
| Городское поселение Кола            | г. Кола |
| Городское поселение Верхнетуломский | пгт Верхнетуломский, н. п. Светлый                                                                                   |
| Городское поселение Кильдинстрой    | пгт Кильдинстрой, н. п. Голубые Ручьи, н. п. Зверосовхоз, ж.-д. ст. Магнетиты, н. п. Шонгуй                          |
| Городское поселение Молочный        | пгт Молочный, ж.-д. ст. Выходной                                                                                     |
| Городское поселение Мурмаши         | пгт Мурмаши |
| Городское поселение Туманный        | пгт Туманный |
| Сельское поселение Междуречье       | н. п. Междуречье, с. Белокаменка, н. п. Килпъявр, с. Минькино, н. п. Мишуково, н. п. Ретинское                       |
| Сельское поселение Пушной           | н. п. Пушной, ж.-д. ст. Кица, ж.-д. ст. Лопарская, н. п. Мокрая Кица, н. п. Песчаный, с. Пулозеро, ж.-д. ст. Тайбола |
| Сельское поселение Териберка        | с. Териберка, н. п. Восточный Кильдин, н. п. Дальние Зеленцы, н. п. Западный Кильдин, н. п. Остров Большой Олений    |
| Сельское поселение Тулома           | с. Тулома, ж.-д. ст. Нял, ж.-д. ст. Пяйве                                                                            |
| Сельское поселение Ура-Губа         | с. Ура-Губа |

#### Ловозерский район

Ловозерский район

| Поселение                   | Состав                                               |
| --------------------------- | ---------------------------------------------------- |
| Городское поселение Ревда   | пгт Ревда                                            |
| Сельское поселение Ловозеро | с. Ловозеро, с. Каневка, с. Краснощелье, с. Сосновка |

#### Терский район

Терский район

| Поселения                  | Состав |
| -------------------------- | --- |
| Городское поселение Умба   | пгт Умба, н. п. Восточное Мунозеро, н. п. Индель, с. Оленица                                                  |
| Сельское поселение Варзуга | с. Варзуга, с. Кашкаранцы, с. Кузомень, н. п. Маяк Никодимский, с. Пялица, с. Тетрино, с. Чаваньга, с. Чапома |

Упразднённые муниципальные образования

#### Печенгский район
С мая 2020 года Печенгский муниципальный район преобразован в Печенгский муниципальный округ, все поселения упразднены.

Печенгский район

| Поселения                      | Состав |
| ------------------------------ | --- |
| Городское поселение Никель     | пгт Никель, н. п. Борисоглебский, н. п. Приречный, н. п. Раякоски, н. п. Сальмиярви                                                |
| Городское поселение Заполярный | г. Заполярный |
| Городское поселение Печенга    | пгт Печенга, н. п. Вайда-Губа, н. п. Лиинахамари, ж.-д. ст. Печенга, н. п. Спутник, н. п. Цыпнаволок                               |
| Сельское поселение Корзуново   | н. п. Корзуново, н. п. Луостари, ж.-д. ст. Луостари, н. п. Путевая Усадьба 9 км железной дороги Луостари-Никель, ж.-д. ст. Титовка |

## История
Во времена Российской империи большая часть территории нынешней Мурманской области входила в Кольский (с 1899 года — Александровский) уезд Архангельской губернии. Александровский уезд делился на 6 волостей: Кольско-Лопарскую, Кузоменскую, Мурманско-Колонистскую, Понойскую, Териберскую, Тетринскую и Умбскую. Южная часть современной Мурманской области относилась к Кандалакшской и Ковдской волостям Кемского уезда Архангельской губернии.

#### 1918—1927 годы
Впервые территория Кольского полуострова была выделена в отдельную административно-территориальную единицу на губернском съезде Советов в Архангельске 18 февраля 1918 года. Решением этого съезда Мурманский Совет депутатов был подчинён непосредственно СНК РСФСР. Летом 1918 года в ходе иностранной интервенции Мурманский край был включён в состав Северной области. 2 февраля 1920 года Временное правительство Северной области постановило образовать на территории Кольского полуострова Мурманскую губернию. Однако уже 21 февраля интервенты и белогвардейцы были изгнаны с Кольского полуострова и в тот же день Архангельский губревком упразднил Мурманскую губернию и восстановил Александровский и Кемский уезды.
24 марта 1920 года I съезд Советов Александровского уезда постановил, а 13 апреля Архангельский губисполком утвердил переименование Александровского уезда в Мурманский, так как к тому времени центром уезда де-факто стал Мурманск. Однако ВЦИК не подтвердил это переименование.
1 июня 1920 года были созданы 2 новые волости: Ловозерская (образована из части Кольско-Лопарской) и Александровская (из части Териберской). В тот же период Мурманско-Колонистская волость была переименована в Печенгскую. 14 октября 1920 года большая часть Печенгской волости и небольшая часть Колько-Лопарской волости были переданы Финляндии. На оставшейся в составе РСФСР части Печенгской волости была образована Новозерская волость. Кандлакшская и Ковдская волости 4 августа 1920 были включены в состав Карельской трудовой коммуны.
13 июня 1921 года декретом ВЦИК Мурманский (Александровский) уезд был преобразован в Мурманскую губернию. В её состав входили 9 волостей (Александровская, Кольско-Лопарская, Кузоменская, Ловозерская, Новозерская, Понойская, Териберская, Тетринская, Умбская) и 3 города (Александровск, Кола и Мурманск).
15 марта 1926 года Александровск и Кола были преобразованы в сельские населённые пункты.

#### 1927—1938 годы

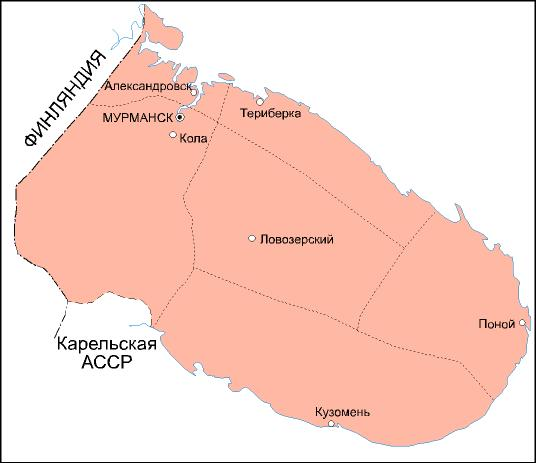
Мурманский округ в 1931 году

1 августа 1927 года постановлением ВЦИК была образована Ленинградская область. В её состав была включена и Мурманская губерния, преобразованная при этом в Мурманский округ. Волости, входившие в её состав, были упразднены, а вместо них образованы 6 районов:
- Александровский район. Центр — село Александровское (с 1931 Полярное)
- Кольско-Лопарский район. Центр — село Кола
- Ловозерский район. Центр — село Ловозеро
- Понойский район. Центр — село Поной
- Териберский район. Центр — село Териберка
- Терский район. Центр — село Кузомень

7 января 1931 года Александровский район получил статус национального финского, а Ловозерский — национального туземного. 11 марта того же года Александровский район был переименован в Полярный, а его центр — в село Полярное. 15 августа центр Терского района был перенесён в село Умба.
30 октября 1931 года был образован город окружного подчинения Хибиногорск.
В конце 1934 — начале 1935 годов центр Полярного района был переведён в Мурманск. 15 декабря 1934 года город Хибиногорск был переименован в Кировск.
26 февраля 1936 года из части территории Кольско-Лопарского района был образован Кировский район. Его центром стал город Кировск. Тогда же Кольско-Лопарский район был переименован в Кольский, а Понойский — в Саамский. При этом центром Саамского района стало село Иоканьга, а центром Терского района — посёлок Лесной.
20 сентября 1937 года посёлок Мончегорск Кировского района был преобразован в город окружного подчинения.

#### 1938—1958 годы
28 мая 1938 года Мурманский округ Ленинградской области был преобраован в отдельную Мурманскую область (города Мурманск, Мончегорск (переведены из окружного подчинения в областное), Кировский, Кольский, Ловозерский, Саамский, Териберский и Терский районы) в составе РСФСР. При этом к ней был присоединён Кандалакшский район с центром в городе Кандалакша, переданный из Карельской АССР.
11 сентября 1938 года центром Полярного района стало село Ура-Губа. 27 декабря того же года из части Кировского района был образован Мончегорский район. Его центром стал город Мончегорск, переведённый из областного в районное подчинение.
20 апреля 1939 года в Мурманске было создано 3 внутригородских района — Кировский, Ленинский и Микояновский. 19 сентября тго же года селение Полярное было преобразовано в город областного подчинения Полярный.
9 февраля 1940 года город Кандалакша Кандалакшского района получил статус города областного подчинения.
По состоянию на 1 апреля 1940 года АТД Мурманской области выглядело так:
| Районы и города областного подчинения | Состав |
| ------------------------------------- | --- |
| г. Мурманск                           | Кировский, Ленинский, Микояновский районы |
| г. Кандалакша                         | |
| г. Полярный                           | |
| Кандалакшский район                   | рп Нивский; Кандалакшский, Княжегубский, Ковдский, Колвицкий, Конец-Ковдозерский с/с                                                            |
| Кировский район                       | г. Кировск; рп Апатиты, рп Зашеек, рп Кукисвумчорр; Екостровский, Ена-Бабинский с/с                                                             |
| Кольский район                        | рп Кильдинстрой, рп Кола, рп Мурмаши; Нотозерский, Пулозерский, Юркинский с/с                                                                   |
| Ловозерский район                     | Воронинский, Ловозерский, Чальмны-Варрский, Чудзьявррский с/с                                                                                   |
| Мончегорский район                    | г. Мончегорск; рп Малая Сопча; Верхне-Нюдовский, Железнодорожный, Имандрогорский, Оленьинский с/с                                               |
| Полярный район                        | рп Порт-Владимир, рп Сайда-Губа; Белокаменский, Грязно-Губский, Западно-Лицкий, Минькинский, Титовский, Ура-Губский, Цып-Наволокский с/с        |
| Саамский район                        | Иоканьгский, Лумбовский, Понойский, Семностровский, Сосновский с/с                                                                              |
| Териберский район                     | рп Териберка; Восточно-Лицкий, Гавриловский, Захребетнинский, Кильдинский, Рындский, Харловский с/с                                             |
| Терский район                         | рп Лесной; Варзугский, Кашкаранский, Кузоменский, Кузрецкий, Оленицкий, Порья-Губский, Пялицкий, Тетринский, Умбский, Чавангский, Чапомский с/с |

17 июля 1941 года из-за приближения линии фронта центр Полярного района был перенесён из Ура-Губы в село Белокаменку.
После Второй Мировой войны Финляндия передала СССР область Петсамо (Печенга). 21 июля 1945 года на этой территории был образован Печенгский район, центром которого стал посёлок Никель.
2 июня 1948 года были упразднены внутригородские районы Мурманска (восстановлены 23 июня 1951 года). 14 июля 1948 года центр Полярного района был перенесён в город Полярный. 18 августа того же года был упразднён Кандалакшский район, а его территория передана в подчинение городу Кандалакше.
9 декабря 1949 года был упразднён Мончегорский район, а его территория передана в подчинение городу Мончегорску, перешедшему в областное подчинение.
13 марта 1951 года был восстановлен Кандалакшский район. 18 апреля того же года посёлок Ваенга был преобразован в город областного подчинения Североморск. Через несколько дней в подчинение Североморску был передан ряд селений Полярного района.
6 мая 1954 года был упразднён Кировский район, а его территория передана в подчинение городу Кировску, перешедшему в областное подчинение.
24 февраля 1955 года из Карело-Финской ССР в Кандалакшский район Мурманской области был передан Алакурттинский сельсовет.
14 июня 1956 года город областного подчинения Полярный был передан в районное подчинени Полярного района.
30 октября 1957 года Микояновский район Мурманска был переименован в Октябрьский. 30 сентября 1958 года все три района Мурманска были упразднены.

#### 1959—1991 годы
19 марта 1959 года Кандалакшский район как управленческая единица был присоединён к городу Кандалакше. Вместе с тем как территориальная единица Кандалакшский район продолжал сохраняться.
9 июля 1960 года Полярный район был упразднён. Его территория была разделена между Кольским, Печенгским и Териберским районами, а город Полярный был подчинён Североморскому горсовету. Териберский район как управленческая единица был присоединён к Североморскому горсовету, но сохранён как территориальная единица под названием Североморский район.
26 декабря 1962 года был упразднён Саамский район. Он был присоединён к Ловозерскому району, а поселок Гремиха — к Североморскому горсовету. 1 февраля 1963 года территориальные единицы Кандалакшский район и Североморский район были упразднены. Оставшиеся 4 района — Кольский, Ловозерский, Печенгский, Терский — стали именоваться сельскими районами. Тогда же пгт Заполярный Печенгского района был преобразован в город районного подчинения.
12 января 1965 года все 4 сельских района вновь стали именоваться просто районами. 2 августа того же года пгт Кола получил статус города районного подчинения. 20 сентября городом районного подчинения стал и пгт Ковдор. При этом он был подчинён городу Кировску.
7 июля 1966 года пгт Апатиты и Молодёжный, подчинённые городу Кировску, были преобразованы в город областного подчинения Апатиты.
10 июня 1967 года в Мурманске были образованы 2 внутригородских района — Ленинский и Октябрьский. 28 июня того же года город Ковдор был передан в подчинение городу Апатиты. В том же году в Терском районе путём слияния пгт Лесной и села Умба был образован пгт Умба, который и стал центром района.
21 февраля 1975 года в Мурманске был образован Первомайский внутригородской район.
29 ноября 1979 года город Ковдор, подчинённый городу Апатиты, получил статус города областного подчинения, а прилегающая к нему территория была выведена из подчинения Апатит и образовала Ковдорский район. 10 августа 1981 года город Оленегорск, подчинённый городу Мончегорску, получил статус города областного подчинения.
В начале 1980-х годов на севере Мурманской области были образованы ЗАТО — Мурманск-60, Мурманск-130 и Мурманск-140.
17 июня 1983 года город Полярный, подчинённый городу Североморску, получил статус города областного подчинения.
22 апреля 1991 года пгт Полярные Зори, подчинённый городу Апатиты, получил статус города областного подчинения.

#### 1992 год — настоящее время
В соответствии с Законом РФ «О закрытом административно-территориальном образовании» от 14 июля 1992 года № 3297-1 были образованы ЗАТО Заозёрск, Скалистый, Снежногорск, Островной.
17 июля 1999 года образовано муниципальное образование «Посёлок Видяево».
2 декабря 2004 года в соответствии с Федеральным законом № 131-ФЗ «Об общих принципах организации местного самоуправления в Российской Федерации» от 6 октября 2003 года в Мурманской области были образованы:
- 14 городских округов, на основе 6 городов областного подчинения (Мурманск, Апатиты, Кировск, Мончегорск, Оленегорск, Полярные Зори) , 7 ЗАТО (Видяево, Скалистый, Заозёрск, Островной, Полярный, Североморск, Снежногорск) и Ковдорского района в статусе городского округа,
- 5 муниципальных районов, на основе 4 существующих районов (Кольский, Ловозерский, Печенгский, Терский) и города Кандалакша с подведомственной территорией, переименованного в 2007 году в Кандалакшский район.

По указу Президента РФ от 28 мая 2008 № 857 муниципальные образования ЗАТО Полярный, Скалистый и Снежногорск были преобразованы в городской округ ЗАТО Александровск.
В 2011 году город Кандалакша с подведомственной территорией как административно-территориальная единица был преобразован в Кандалакшский район.
По указу Президента РФ посёлок городского типа Росляково с 1 января 2015 года выведен из состава городского округа ЗАТО город Североморск и вошел в состав города Мурманска.
По указу Президента РФ село Белокаменка и населённый пункт Ретинское с 30 апреля 2016 года выведены из состава городского округа ЗАТО Александровск; 30 октября они вошли в состав Кольского района.